# Сысерть (посёлок)
Сысе́рть — посёлок в составе муниципального образования «город Екатеринбург» в Свердловской области, подчинён Чкаловскому району Екатеринбурга.
Посёлок Сысерть следует отличать от города Сысерть, являющегося центром одноимённого городского округа.
В посёлке находится грузовая железнодорожная станция Сысерть. Площадь поселка составляет 0,620 кв.км.

## География
Посёлок расположен к востоку от Срединного Уральского хребта, на южных склонах горного массива Уктусские горы, на открытом участке переменно-лесистой местности, находится в нескольких километрах к югу от областного центра города Екатеринбурга. Расстояние до бывшего центра Шабровского поселкового совета посёлка Шабровский — 6 км. Ближайшие населённые пункты: крупные посёлки Горный Щит и Шабровский и небольшие посёлки Полеводство и Курганово.

## История
28 апреля 1963 года был издан приказ Министерства путей сообщения №Г-10739: станция Вьюхино Свердловской железной дороги переименована в станцию Арамиль. Впоследствии станция Арамиль была переименована в станцию Сысерть.

## Инфраструктура
В центре посёлка есть памятник в честь погибших в Великой Отечественной войне.

## Транспорт
Через посёлок проходит железнодорожная линия Екатеринбург — Полевской, на которой в пределах посёлка находится пассажирская станция Сысерть. К северо-западу от посёлка Сысерти находится пересечение линии с южной объездной железнодорожной веткой Екатеринбурга, проходящей к северу от посёлка. Добраться до посёлка можно из Екатеринбурга и города Полевского на электричке; также из Екатеринбурга можно доехать на городском автобусе либо на такси.

## Промышленность
- Рядом с  посёлком функционирует лесотехническая компания, а также логистический центр[3].

## Население
По переписи 2010 года в посёлке проживало 827 человек, в том числе 394 мужчины и 433 женщины. Преобладающая национальность (на 2002 год) — русские (84 %).
Долговременная динамика численности населения:
| н/д | н/д | н/д | н/д | н/д | н/д | н/д | 827 | 736 |